# Кримськотатарський національний костюм

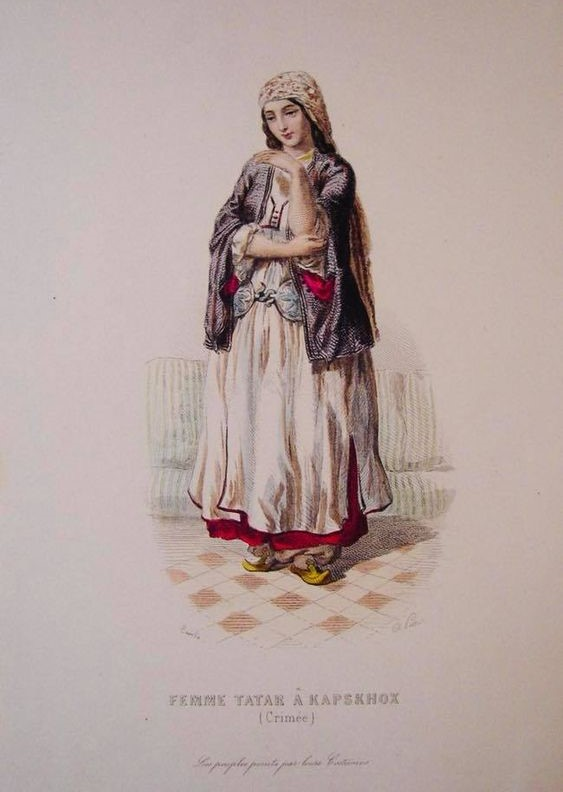
Кримська татарка. XIX століття.

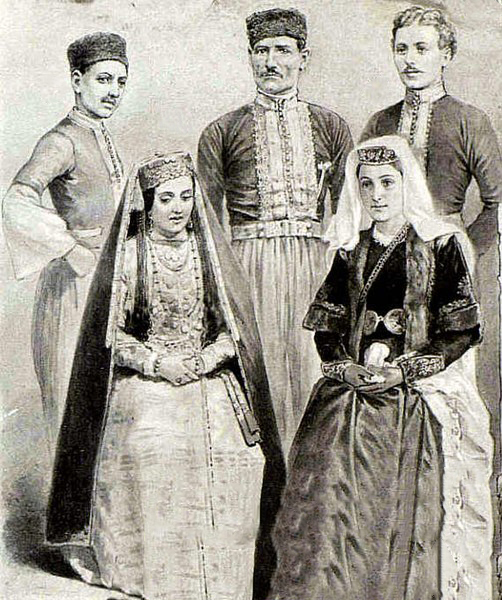
Гірські (під цифрами 7, 8, 9) і Південнобережні кримські татари (цифри 10, 11)

Кримськотатарський національний костюм — народний одяг кримських татар. Він традиційно включає натуральні тканини, ручну вишивку, різні орнаменти і тонку ювелірну роботу. Важливою рисою костюма кримських татар є гармонія з довкіллям. Одяг кримських татар славився вишуканістю та оздобленням. Цікавою особливістю національного костюму є те, що дитячий костюм зовсім не відрізняється від дорослого.

## Чоловічий костюм
Чоловічий костюм складається з сорочки, яскраво-червоного атласного «мійта́н», головний убір - «халпа́х», взуття - в’язані з білої шерсті шкарпетки, а на них шкіряні туфлі «хати́р», що легко знімаються. Якщо чоловік працює, він одягає «ксха-чекме́н» — коротку, до талії, куртку з бавовни.
Для подорожі чоловіки беруть «узу́н-чекме́н» — широку шинель із товстої матерії з капюшоном та довгими рукавами, що добре захищає від негоди, а також міцне дорожнє шкіряне взуття «чари́х» для кам’янистого грунту місцевих доріг. Взимку до основного одягу вдягають «узу́н» і «ксха́-ені́ курк» — баранячий кожух та хутряну куртку з короткими рукавами.

## Жіночий костюм
Жіночий кримськотатарський костюм ділиться на святковий і побутовий (повсякденний). Весільний або обрядовий костюм часто включає дорогі тканини, такі як парча, шовк і оксамит. Такий костюм традиційно багато прикрашається вишивкою на рукавах і на грудях, використовуються дрібні намистини або бісер. Жіночий повсякденний костюм зазвичай складався з сорочки широкого крою і сукні-халата, виготовлених з недорогих тканин. Побутовий костюм прикрашався невеликими малюнками. Поверх сукні одягалися фартухи. На голову пов'язували білу косинку, іноді з орнаментом. Кисті рук ховалися манжетами «ельк'апик», пришитими до рукавів. Під сукню одягалася сорочка і штани.
Нижня сорочка жіночого кримськотатарського костюма називається «ич кольмек» або «ич тюб», вона широкого крою, з бавовняної тканини. Надягається поверх сорочки сукня-халат, відрізна по талії, називається «чабулу Антер». Тетяна Пассек так описувала цей елемент костюма дочки одного з татарських вельмож: «На ній було ентері з Константинопольської шовкової матерії, застебнутої на талії круглими золотими ґудзиками; вузькі рукави перехоплювалися браслетами із золотих ланцюжків з дорогим неграненим камінням». Верхня сукня виготовлялася з щільної тканини. Поличка прикрашалася вишивкою, зрізи і шви — шовковими стрічками. Рукав відрізний, звужений до низу. З вивороту шви обточувалися косою бейкою. У гірських районах сукня і сорочка були укороченими для зручності переміщення. Петер-Симон Паллас дав таку характеристику одягу кримських татар гірських регіонів: «Дівчата носять широкі штани і сорочку, застебнуту біля шиї, розрізану попереду, падаючу до колін; понад те — сукня, теж розрізана спереду зі смугастої шовкової матерії з довгими вузькими рукавами, відворотами, вишитими золотом».
Під низ Антеро жінки одягали шаровари «думан» або «токума штан» в тон сукні або сорочки. Іноді шаровари поєднувалися з коротким жилетом з вишивкою на борту і горловині, званим «тончук'». У холодну пору року під верхній одяг одягали утеплену жилетку «зибин», а на ноги — довгі вовняні панчохи «сарили чорап».
Історикиня Л. І. Рославцева дала таку характеристику кримськотатарського жіночого костюма XVIII століття:
|  | У жінок цей тип сукні представляли такі деталі, як біла сорочка з довгими широкими рукавами. Вельможі шили її з шовку-сирцю. Довгі широкі з глибокими складками шаровари закривали щиколотку, низ шаровар шили з фарбованого полотна. Довга відкидна сукня зазвичай шилася зі смугастої шовкової тканини. Сукня обтягувала торс і мала виступаючі боки. На сукню одягали розшитий золотом, обтягуючий груди жилет. Він мав круглий виріз біля горловини і застібався на багато ґудзиків. Талію охоплював срібний філігранний пояс. Жінки по-різному обв'язували голову різноманітними хустками, а дівчата носили шапочки круглої форми з китичкою. |

Ще одним важливим елементом жіночого кримськотатарського костюма є коротка легка курточка «салта марка». Рукава цієї курточки трохи нижче ліктя. Поверх неї носили теплу вовняну хустку «шаль».

## Головні убори
До числа найбільш важливих головних уборів кримських татарок відноситься шаль «марама» з геометричним орнаментом. Зрізи обрамлялися мереживом або бахромою. Мараму носили одружені жінки або літні жінки. Молоді дівчата покривали голову хусткою «фирланта» або «шербенті». На краях хустки була вишивка з тонких шовкових ниток. Орнамент складався з одного повторюваного елемента або з Б-подібної композиції.
Щільна накидка з білої тканини «фередже» служила ритуальним покривалом. Це варіант східної бурки — верхнього одягу, що приховує все тіло, з вирізом для очей. Іноді фередже досягала 5-7 метрів в довжину. У повсякденному житті кримські татарки носили звичайну білу хустинку, звану «баш-явлук'».
Кримськотатарський жіночий головний убір «фес» за формою являє собою нижню частину усіченого конуса. Це маленька шапочка, прикрашена вишивкою або монетами. Висота феса повинна становити чотири пальці жіночої руки, вона повинна добре триматися на голові. Фес носили з самого дитинства, кримський краєзнавець Є. Л. Марков так писав про це:
«Найкрихітніша, дворічна кримськотатарська дівчинка, яка гралася в пилюці, одягнена майже так само як дорослі; у кожної своя крихітна шапочка, у кожної свій бешметік за міркою — це добрий звичай, нечасто зустрічається в родині російського простолюдина; він свідчить про інстинктивне визнання людської гідності, людських прав навіть в дитині. Цей звичай мені особливо кидався в очі, по протилежності з нашим російським».
Верх феса прикрашав круглий ювелірний виріб «тепелік», інкрустований різними каменями.
Головний убір чоловіків називався «к'алпак'», його виготовляли з каракулю.

## Взуття
Кримськотатарські дерев'яні сандалі називалися «налини», вони були схожі на японські «гета». Налини одягали для походу в лазню, під час прання і в негоду. У налинів була висока дерев'яна платформа з двох підборів. У жіночий гардероб також входили м'які шкіряні туфельки з загнутими носами або м'які чобітки з сап'яну.

## Пояс
Важливим атрибутом жіночого кримськотатарського костюма є пояс «к'ушак'». Він наділяється певним символічним змістом, показує соціальний статус дівчини. Окрасою пояса займаються ювеліри; бляшка може бути як повністю філігранною, так і карбованою з металу. Центральна частина пояса повинна знаходитися на пупку. Іншим аксесуаром є нагрудна, V-подібна деталь «кокюслюк» або «герданлик'». Вона складається з монет, викладених в кілька рядів, або із сітки з перлів.